# 金策市
金策市（朝鲜语：／ Kimchaek si */?），舊名城津，是朝鮮民主主義人民共和國咸鏡北道的一個城市，位於該道的最南端。南臨日本海，東與花坮郡隔南大川相望。面積850平方公里，1991年人口235,417人。

## 歷史

### 大韓帝國時期
- 於1898年從北面的吉州郡分離，建立城津郡（／）。
- 1899年開通城津港，成為治外法權外國人的居留地，同年上升為城津府。

1953年改以在朝鮮戰爭期間去世的金策大將為名。